# David Bentley (voetballer uit 1984)
David Michael Bentley (Peterborough, 27 augustus 1984) is een Engels betaald voetballer. Hij staat sinds 2008 onder contract bij Tottenham Hotspur FC en is meervoudig Engels international. In januari 2011 werd hij uitgeleend aan Birmingham City FC.
Bentley kan zowel op het middenveld als op de vleugels uit de voeten. Hij tekende zijn eerste profcontract in 2002 bij Arsenal FC, waarvoor hij debuteerde in de FA Cup 2003. Ondanks zijn status als grote belofte, was zijn kans op een vaste basisplaats in Londen gering.
Bentley bracht twee seizoenen door op huurbasis, bij Norwich City en bij Blackburn Rovers. In 2006 stapte hij definitief over naar Blackburn. Hier presteerde hij dusdanig dat hij een vaste klant werd in het Engelse nationale team onder 21. Hij debuteerde voor 'het grote Engeland' tegen Israël in september 2007. In juli 2008 werd Bentley gekocht door Tottenham Hotspur.